# Minervino di Lecce
Minervino di Lecce est une commune italienne de la province de Lecce dans la région des Pouilles.

## Administration
| Période                                  | Période  | Identité                 | Étiquette       | Qualité |
| ---------------------------------------- | -------- | ------------------------ | --------------- | ------- |
| 07/06/2009                               | En cours | Ettore Salvatore Caroppo | (liste civique) |         |
| Les données manquantes sont à compléter. |          |                          |                 |         |

### Hameaux
Cocumola, Specchia Gallone

### Communes limitrophes
Giuggianello, Giurdignano, Poggiardo, Santa Cesarea Terme, Uggiano la Chiesa